# Česká kosmická kancelář
Česká kosmická kancelář är den tjeckiska myndigheten ansvarig för rymdfart.